# Prosoplus kinabaluensis
Prosoplus kinabaluensis är en skalbaggsart som beskrevs av Stefan von Breuning 1966. Prosoplus kinabaluensis ingår i släktet Prosoplus och familjen långhorningar. Inga underarter finns listade i Catalogue of Life.